# Tasso (Insel)
Tasso (englisch Tasso Island, historisch auch St. André) ist die größte Insel in der Provinz North West in Sierra Leone. Sie liegt im  Ästuar des Sierra Leone River unweit der Mündung in den Atlantik. Die Insel ist etwa 3,8 × 3,8 Kilometer groß und bedeckt eine Fläche von etwa 7,5 Quadratkilometer.

## Geschichte
Tasso wurde vermutlich im Jahr 1635 erstmals, als Ilha de taco, urkundlich erwähnt. Spätestens 1662 tauchte der Name Tasso erstmals auf und wurde spätestens ab 1660 von den britischen Kolonialisten besiedelt. Die Insel bzw. das dortige Fort Tasso diente fortan vor allem der Landwirtschaft und als Aufbewahrungsort für Exportprodukte. 1664 wurde das kleine Fort von niederländischen Kolonialisten überfallen, die unter anderem 500 Stoßzähne erbeuteten.
Ab 1680 diente die Insel als eine der drei Sklavenstandorte (die anderen waren James Island im Gambia und York unweit der Insel Sherbro) der Royal African Company. Die Insel versorgte Bunce Island mit Frischwasser.

## Aktuelle Situation
Auf Tasso befinden sich vier größere Ansiedlungen, in denen etwa 5000 Menschen leben. Die Mehrheit der Bewohner ist muslimischen Glaubens.
- Tasso Town
- Sangbalima Town
- Oku Town
- Allan Town

Hauptwirtschaftszweige sind der Fischfang sowie die Landwirtschaft. Der Tourismus befindet sich im Aufbau; seit Mai 2017 gibt es eine Unterkunft. Die Insel verfügt über eine Grund- und weiterführende Schule sowie eine Klinik und vier Moscheen. Trinkwasser kommt aus Brunnen. Tasso war aufgrund der Lage von der Ebolafieber-Epidemie 2014 nicht betroffen. Historisch war der Anbau von Indigo von Bedeutung.
Die Insel ist für ihre reiche Vogelwelt bekannt.